# Finnlandschweden in Schweden
Die Finnlandschweden in Schweden, schwedisch Sverigefinlandssvenskar („Schwedenfinnlandschweden“) sind Angehörige der schwedischsprachigen Minderheit in Finnland, die nach Schweden ausgewandert sind. Sie machen etwa ein Viertel der finnischen Immigranten in Schweden aus.

## Streit um Minderheitenstatus

Inoffizielle Flagge der Finnlandschweden

Die Interessen der Minderheit vertritt der „Reichsverband der Finnlandschweden in Schweden“ (Finlandssvenskarnas Riksförbund i Sverige, kurz FRIS) mit Sitz in Stockholm. Ihr Status als Minderheit ist umstritten und wird von der schwedischen Regierung abgelehnt, da sie im Gegensatz zu den Finnen die gleiche Muttersprache wie die Mehrheit der Schweden sprechen. Das von den Finnlandschweden gesprochene Finnlandschwedisch wird zwar als sprachliche Variante des Schwedischen angesehen, ist aber keine eigenständige Sprache. Allerdings unterscheidet sich die finnlandschwedische Hochsprache in der Aussprache und Teilen des Wortschatzes von dem in Schweden gesprochenen Reichsschwedisch.
Die Finnlandschweden bilden zusammen mit der nationalen und ethnischen Minderheit der Schwedenfinnen (sverigefinnar) die Gruppe der in Schweden eingewanderten finnischen Staatsbürger, die im Schwedischen zusammen auch als sverigefinländare („Schwedenfinnländer“) bezeichnet werden.
Starke soziale, kulturelle und wirtschaftliche Kontakte sowie die sprachliche Nähe sind dabei die Hauptursachen, weshalb Finnlandschweden nach Schweden auswandern. Darüber hinaus erfüllen viele Schwedischsprachige nicht die Anforderungen an ein perfektes Finnisch auf dem finnischen Arbeitsmarkt und erleben die Einstellung gegenüber dem Schwedischen in Finnland zum Teil als feindselig, auch wenn es dort regionale Unterschiede gibt. Nach der Immigration in Schweden zeigen sich viele Finnlandschweden ernüchtert über mangelnde Kenntnisse der Schweden über ihre Minderheit, wodurch einige ihre Bindung zu Finnland verstärken oder gar nach ein paar Jahren nach Finnland zurückkehren.

## Bekannte Finnlandschweden in Schweden
Erst nachdem Finnland nicht mehr ein Teil Schwedens war, sondern seit 1809 zu Russland gehörte bzw. seit 1917 selbständig ist, können Finnlandschweden in Schweden als Einwanderer bezeichnet werden, wobei der schwedische Begriff finlandssvensk („finnlandschwedisch“) erst seit Anfang des 20. Jahrhunderts verwendet wird.
- Adolf Erik Nordenskiöld (1832–1901), Baron, Professor, Polarforscher, Kartograph und Reiseschriftsteller[7]
- Jolin Boldt (1951–2023), Journalistin
- Stefan Ingves (* 1953), Präsident der schwedischen Reichsbank
- Stina Ekblad (* 1954), Schauspielerin
- Mark Levengood (* 1964), Journalist
- Johan Becker (* 1971), Musiker